# Izz al-Din al-Haddad
Izz al-Din al-Haddad (en árabe: عز الدين الحداد‎), también conocido por su kunya Abu Suhaib (en árabe: أبو صهيب‎), es un político y militante palestino, alto comandante de las Brigadas de Ezzeldin Al-Qassam, el brazo armado de Hamás. Según medios israelíes es el cuarto líder de Hamás en la Franja de Gaza, tras el asesinato de su predecesor, Mohamed Sinwar. Actualmente se desempeña como jefe de la Brigada de Gaza y supervisa el sector norte de la Franja de Gaza. Se le conoce como el «fantasma de Al-Qassam» en Gaza.
Al-Haddad es miembro del Consejo Militar General de Hamás y según Israel ha desempeñado un papel decisivo en la planificación y ejecución de las operaciones del grupo. Habla hebreo fluidamente.

## Biografía
Al-Haddad se unió a Hamás a una edad temprana, alineándose con el movimiento desde su inicio en 1987. Comenzó su carrera como operativo en la Brigada de Gaza y ascendió de rango hasta convertirse en comandante de pelotón, luego en comandante de batallón, y finalmente dirigió la propia brigada. También ha servido en al-Majd, el servicio de inteligencia interno de Hamás.
En mayo de 2022, durante la Operación Amanecer, al-Haddad asumió el mando de la Brigada de Gaza tras el asesinato del anterior líder de la brigada, Bassem Issa. Desde entonces ha desempeñado un papel clave en la planificación y ejecución de las operaciones del grupo, incluido la operación Inundación de Al-Aqsa.
Al-Haddad es conocido por su secretismo operativo y rara vez aparece en público. Sin embargo, en mayo de 2022, apareció en un vídeo amenazando a Israel, y en enero de 2025, concedió una entrevista a Al Jazeera, donde habló sobre su papel en la planificación del ataque del 7 de octubre. El 6 de octubre de 2023, Al-Haddad convocó a sus comandantes de batallón y distribuyó órdenes escritas para el ataque contra Israel. Las órdenes enfatizaban la importancia de secuestrar a soldados israelíes y transladarlos a Gaza. Al día siguiente, Hamás lanzó un ataque sorpresa que provocó importantes bajas, el secuestro de civiles y la captura de militares israelíes.
Al-Haddad ha sobrevivido a múltiples intentos de asesinato israelíes, posiblemente seis, si bien Israel mató a sus dos hijos durante la guerra. Además se le considera uno de los comandantes de Hamás más buscados por Israel, que ofrece una recompensa de 750.000 dólares por él. Ocupa el segundo lugar en la lista de los líderes de Al Qassam más buscados por Israel, después de Raed Saad. Tras la muerte de Yahya Sinwar, al-Haddad se convirtió en jefe de las Brigadas de Ezzeldín al-Qassam en el norte de la Franja, mientras que Mohamed Sinwar asumía el control de la zona sur.
Para mayo de 2025, Al-Haddad continúa liderando las operaciones del ala militar de Hamás en el norte de la Franja de Gaza y participa en la reconstrucción de las capacidades del grupo tras las pérdidas significativas que sufrió durante la guerra de Gaza. Como líder de Hamás en la Franja de Gaza, tiene poder de veto sobre cualquier acuerdo de cese el fuego o de liberación de rehenes en la guerra de Gaza. Según funcionarios árabes, está más abierto a alcanzar un acuerdo sobre los de rehenes y a las demandas israelíes de que Hamás se desarme, pero cree que no se debe liberar a todos los rehenes hasta el final de la guerra y la retirada israelí de Gaza.